# Ischnura rubella
Ischnura rubella är en trollsländeart som beskrevs av Navás 1934. Ischnura rubella ingår i släktet Ischnura och familjen dammflicksländor. Inga underarter finns listade i Catalogue of Life.